# فابريسيو أنسيلمي
فابريسيو أنسيلمي (بالإيطالية: Fabrizio Anselmi)‏ (11 مايو 1978 بروما في إيطاليا - ) هو لاعب كرة قدم إيطالي في مركز الدفاع. لعب مع نادي بيزا ونادي ساسولو وهيلاس فيرونا وASD Barletta 1922 ‏ وAtletico Roma FC ‏ ونادي غروسيتو وسسارة توريس ‏.